# Celatoblatta shawi
Celatoblatta shawi är en kackerlacksart som först beskrevs av Karlis Princis 1966.  Celatoblatta shawi ingår i släktet Celatoblatta och familjen storkackerlackor. Inga underarter finns listade i Catalogue of Life.